# 江畑幸子
江畑 幸子（えばた ゆきこ、1989年11月7日 - ）は、日本の元女子バレーボール選手。現在はスポーツビズ所属。

## 来歴
秋田県秋田市出身。2人兄妹の長女。小学3年生のとき、両親の影響を受け自身もバレーボールを始めた。2歳年上の兄もバレーボールをしているバレーボール一家に育った。
聖霊女子短大付属中学監督からオファーがあり、同校に進学する。この進学が大きなターニングポイントだったと江畑は述べている。聖霊女子短大付属高校時代は、主将として春高バレーやインターハイなどで活躍した。
2008年、日立佐和リヴァーレに入団。2009/10シーズンよりレギュラーのアウトサイドヒッターとして活躍。
2010年4月、日本代表メンバーに登録。2010年度の日本代表の中では、チーム最年少選手であった。同年8月のワールドグランプリに出場。また、同年10-11月の世界選手権では、自身の誕生日でもある11月7日の予選第2次ラウンドトルコ戦において、チームトップの24得点を挙げ活躍するなど、銅メダル獲得に大きく貢献した。
2011年6月、モントルーバレーマスターズ2011において、初優勝に大きく貢献し、自らもベストスパイカー賞を受賞した。同年11月のワールドカップではエースとして勝利に貢献し4位へ導く。
2012年3月、Vチャレンジリーグにおいて日立リヴァーレの優勝に大きく貢献し、MVP・サーブ賞を獲得した。
2012年はロンドンオリンピック世界最終予選並びに本大会に日本代表選手として出場。準々決勝の中国戦では木村沙織と共にチーム最多の33得点を叩き出す活躍を見せ、日本女子バレーボール28年ぶりのメダル獲得に大きく貢献した。
2013年2月から、郷里の地銀である秋田銀行のイメージキャラクターに起用される。
2014年7月24日、日立リヴァーレは江畑のRCカンヌへの移籍を発表した。移籍日は2014年9月1日。
2015年5月31日、モントルーバレーマスターズ2015の決勝戦（トルコ戦）の第2セット時、ディフェンスに入ろうと踏み出した際に負傷。その後のブラジル遠征には参加せず帰国し検査を行った。検査の結果は「右足のふくらはぎとアキレス腱の間の負傷（筋腱移行部の部分断裂）」。すぐさま手術を受けたところ医師も驚くほど順調に回復しており、翌年1月の実戦復帰を目指し、リオオリンピックに向けてリハビリを続ける。
2015年6月1日、PFUブルーキャッツ公式サイトにて江畑の移籍入団が発表された。
2018年3月24日、Vリーグオールスターゲーム女子大会にTeamブイリーの選手として出場。
2021年3月25日、PFUブルーキャッツより江畑の退団と現役引退が発表され、同月29日にはチームのクラブハウスで引退会見を行いコメントを発表。引退後の予定は決まっていないが、今後もバレーボールに関わっていきたいと語った。
2022年10月19日、バレーボール指導者の高橋駿と8月29日に結婚したことを報告。
2023年5月18日、第1子を妊娠したことを報告。8月18日、第1子女児の出産を報告。

## 選手としての特徴
- アウトサイドヒッターとして主にレフトでプレー。力強いスパイクが持ち味であり、ブロックアウトや乱れたボールの処理を得意とする。また、勢いのあるバックアタックを打つ。
- レシーブが崩れて二段トスになったり、攻撃が苦しくなった場面こそトスを持ってきて欲しい、そういうところで決める方が得意であるとコメントしている[23]。
- サーブレシーブには参加しない事が多い。
- 日本代表では木村沙織の対角を担うために育てられ[24]、迫田さおりとポジションを競った[25]。

## 人物・エピソード
- 秘書検定3級を持っている[1]。
- ロンドンオリンピック銅メダルを獲得した活躍により、平成24年9月25日に秋田県県民栄誉章を受賞している[26]。

## 球歴
- 日本代表 - 2010年-
- 日本代表としての主な国際大会出場歴
  - 世界選手権 - 2010年
  - ワールドカップ - 2011年
  - オリンピック - 2012年

## 所属チーム
- 秋田市立土崎小学校（土崎スポーツ少年団）[1]
- 聖霊女子短大付属中学校[1]
- 聖霊女子短期大学付属高等学校[1]
- 日立佐和リヴァーレ/日立リヴァーレ（2008-2014年）
- RCカンヌ #14（2014-2015年）
- PFUブルーキャッツ #5（2015-2021年）

## 受賞歴
- 2011年 - モントルーバレーマスターズ：ベストスパイカー賞
- 2012年 - 2011/12 Vチャレンジリーグ：MVP・サーブ賞
- 2014年 - 第63回 黒鷲旗大会：ベスト6

## 個人成績
Vプレミアリーグレギュラーラウンドにおける個人成績は下記の通り。
| シーズン | 所属          | 出場                                   | 出場                                   | アタック                               | アタック                               | アタック                               | アタック                               | ブロック                               | ブロック                               | サーブ                                 | サーブ                                 | サーブ                                 | サーブ                                 | レセプション                           | レセプション                           | 総得点                                 | 備考                                   |
| -------- | ------------- | -------------------------------------- | -------------------------------------- | -------------------------------------- | -------------------------------------- | -------------------------------------- | -------------------------------------- | -------------------------------------- | -------------------------------------- | -------------------------------------- | -------------------------------------- | -------------------------------------- | -------------------------------------- | -------------------------------------- | -------------------------------------- | -------------------------------------- | -------------------------------------- |
| シーズン | 所属          | 試合                                   | セット                                 | 打数                                   | 得点                                   | 決定率                                 | 効果率                                 | 決定                                   | /set                                   | 打数                                   | エース                                 | 得点率                                 | 効果率                                 | 受数                                   | 成功率                                 | 総得点                                 | 備考                                   |
| 2007/08  | 日立佐和/日立 | 10                                     | 20                                     | 58                                     | 22                                     | 37.9%                                  | %                                      | 3                                      | 0.15                                   | 18                                     | 1                                      | %                                      | 10.0%                                  | 7                                      | 42.9%                                  | 26                                     |                                        |
| 2008/09  | 日立佐和/日立 | 20                                     | 38                                     | 199                                    | 60                                     | 30.2%                                  | %                                      | 2                                      | 0.05                                   | 42                                     | 2                                      | %                                      | 11.4%                                  | 39                                     | 41.0%                                  | 64                                     |                                        |
| 2009/10  | 日立佐和/日立 | チャレンジリーグの為、記録を記載せず。 | チャレンジリーグの為、記録を記載せず。 | チャレンジリーグの為、記録を記載せず。 | チャレンジリーグの為、記録を記載せず。 | チャレンジリーグの為、記録を記載せず。 | チャレンジリーグの為、記録を記載せず。 | チャレンジリーグの為、記録を記載せず。 | チャレンジリーグの為、記録を記載せず。 | チャレンジリーグの為、記録を記載せず。 | チャレンジリーグの為、記録を記載せず。 | チャレンジリーグの為、記録を記載せず。 | チャレンジリーグの為、記録を記載せず。 | チャレンジリーグの為、記録を記載せず。 | チャレンジリーグの為、記録を記載せず。 | チャレンジリーグの為、記録を記載せず。 | チャレンジリーグの為、記録を記載せず。 |
| 2010/11  | 日立佐和/日立 | チャレンジリーグの為、記録を記載せず。 | チャレンジリーグの為、記録を記載せず。 | チャレンジリーグの為、記録を記載せず。 | チャレンジリーグの為、記録を記載せず。 | チャレンジリーグの為、記録を記載せず。 | チャレンジリーグの為、記録を記載せず。 | チャレンジリーグの為、記録を記載せず。 | チャレンジリーグの為、記録を記載せず。 | チャレンジリーグの為、記録を記載せず。 | チャレンジリーグの為、記録を記載せず。 | チャレンジリーグの為、記録を記載せず。 | チャレンジリーグの為、記録を記載せず。 | チャレンジリーグの為、記録を記載せず。 | チャレンジリーグの為、記録を記載せず。 | チャレンジリーグの為、記録を記載せず。 | チャレンジリーグの為、記録を記載せず。 |
| 2011/12  | 日立佐和/日立 | チャレンジリーグの為、記録を記載せず。 | チャレンジリーグの為、記録を記載せず。 | チャレンジリーグの為、記録を記載せず。 | チャレンジリーグの為、記録を記載せず。 | チャレンジリーグの為、記録を記載せず。 | チャレンジリーグの為、記録を記載せず。 | チャレンジリーグの為、記録を記載せず。 | チャレンジリーグの為、記録を記載せず。 | チャレンジリーグの為、記録を記載せず。 | チャレンジリーグの為、記録を記載せず。 | チャレンジリーグの為、記録を記載せず。 | チャレンジリーグの為、記録を記載せず。 | チャレンジリーグの為、記録を記載せず。 | チャレンジリーグの為、記録を記載せず。 | チャレンジリーグの為、記録を記載せず。 | チャレンジリーグの為、記録を記載せず。 |
| 2012/13  | 日立佐和/日立 | チャレンジリーグの為、記録を記載せず。 | チャレンジリーグの為、記録を記載せず。 | チャレンジリーグの為、記録を記載せず。 | チャレンジリーグの為、記録を記載せず。 | チャレンジリーグの為、記録を記載せず。 | チャレンジリーグの為、記録を記載せず。 | チャレンジリーグの為、記録を記載せず。 | チャレンジリーグの為、記録を記載せず。 | チャレンジリーグの為、記録を記載せず。 | チャレンジリーグの為、記録を記載せず。 | チャレンジリーグの為、記録を記載せず。 | チャレンジリーグの為、記録を記載せず。 | チャレンジリーグの為、記録を記載せず。 | チャレンジリーグの為、記録を記載せず。 | チャレンジリーグの為、記録を記載せず。 | チャレンジリーグの為、記録を記載せず。 |
| 2013/14  | 日立佐和/日立 | 28                                     | 97                                     | 1189                                   | 467                                    | 39.3%                                  | %                                      | 24                                     | 0.25                                   | 323                                    | 12                                     | %                                      | 12.3%                                  | 1                                      | 0.0%                                   | 503                                    |                                        |
| 2015/16  | PFU           | チャレンジリーグの為、記録を記載せず。 | チャレンジリーグの為、記録を記載せず。 | チャレンジリーグの為、記録を記載せず。 | チャレンジリーグの為、記録を記載せず。 | チャレンジリーグの為、記録を記載せず。 | チャレンジリーグの為、記録を記載せず。 | チャレンジリーグの為、記録を記載せず。 | チャレンジリーグの為、記録を記載せず。 | チャレンジリーグの為、記録を記載せず。 | チャレンジリーグの為、記録を記載せず。 | チャレンジリーグの為、記録を記載せず。 | チャレンジリーグの為、記録を記載せず。 | チャレンジリーグの為、記録を記載せず。 | チャレンジリーグの為、記録を記載せず。 | チャレンジリーグの為、記録を記載せず。 | チャレンジリーグの為、記録を記載せず。 |
| 2016/17  | PFU           | 20                                     | 71                                     | 838                                    | 271                                    | 32.3%                                  | %                                      | 21                                     | 0.30                                   | 212                                    | 6                                      | %                                      | 9.6%                                   | 1                                      | 100.0%                                 | 298                                    |                                        |
| 2017/18  | PFU           | チャレンジリーグの為、記録を記載せず   | チャレンジリーグの為、記録を記載せず   | チャレンジリーグの為、記録を記載せず   | チャレンジリーグの為、記録を記載せず   | チャレンジリーグの為、記録を記載せず   | チャレンジリーグの為、記録を記載せず   | チャレンジリーグの為、記録を記載せず   | チャレンジリーグの為、記録を記載せず   | チャレンジリーグの為、記録を記載せず   | チャレンジリーグの為、記録を記載せず   | チャレンジリーグの為、記録を記載せず   | チャレンジリーグの為、記録を記載せず   | チャレンジリーグの為、記録を記載せず   | チャレンジリーグの為、記録を記載せず   | チャレンジリーグの為、記録を記載せず   | チャレンジリーグの為、記録を記載せず   |
| 2018/19  | PFU           |                                        |                                        |                                        |                                        | %                                      | %                                      |                                        |                                        |                                        |                                        | %                                      | %                                      |                                        | %                                      |                                        |                                        |

## 出演

### TV
- TBSテレビ「炎の体育会TV」100秒的当てチャレンジ
- TBSテレビ「Ｓ☆１ＰＬＵＳ」海外挑戦に密着（6月13日）[28]
- フジテレビ「ネプリーグ」（2015年8月3日）木村沙織、宮下遥、古賀紗理那らと共に出演[29]
- フジテレビ「VS嵐」（7月9日）※木村沙織、山口舞、迫田さおり、石井優希、古賀紗理那、眞鍋政義らと共に出演[30]

### CM
- totoスポーツ応援CM「トップアスリートが未来のアスリートへ贈る「Stand by Me」」